# Le Noël d'Onésime

Le Noël d'Onésime est un film de Noël muet français réalisé par Jean Durand et sorti en 1913.

## Fiche technique
- Réalisation : Jean Durand
- Société de production : Société des Établissements L. Gaumont
- Chef-opérateur : Paul Castanet
- Pays de production :  France
- Format : Muet - Noir et blanc - 1,33:1 - 35 mm
- Genre :  Comédie
- Durée : inconnue
- Date de sortie : 
  - France : 1913

## Distribution
- Ernest Bourbon : Onésime
- Gaston Modot